# Andrea Šimara
Andrea Šimara (* 17. Juli 1997 in Zagreb) ist eine kroatische Handballspielerin, die dem Kader der kroatischen Nationalmannschaft angehört.

## Karriere

### Im Verein
Šimara spielte beim kroatischen Verein ŽRK Trešnjevka, für den sie ab der Saison 2014/15 in der höchsten kroatischen Spielklasse auflief. Mit Trešnjevka unterlag sie im kroatischen Pokalfinale gegen ŽRK Podravka Koprivnica. Nachdem die Außenspielerin zuletzt in der Saison 2017/18 für Trešnjevka aufgelaufen war, schloss sie sich dem Ligakonkurrenten ŽRK Lokomotiva Zagreb an. Šimara verlor mit Lokomotiva das Finale des EHF European Cups 2020/21 gegen die spanische Mannschaft Rincón Fertilidad Málaga. Eine Woche nach dem verlorenen Europapokalfinale gewann sie mit Lokomotiva den kroatischen Pokal. In der Saison 2021/22 gewann sie mit Lokomotiva die kroatische Meisterschaft und belegte mit 173 Treffern den dritten Platz in der Torschützenliste der höchsten kroatischen Spielklasse. Im Sommer 2022 wechselte sie zum kroatischen Erstligisten ŽRK Podravka Koprivnica. Mit Podravka Koprivnica gewann sie 2024 und 2025 die kroatische Meisterschaft sowie 2023, 2024 und 2025 den kroatischen Pokal.

### In der Nationalmannschaft
Šimara nahm an der Europameisterschaft 2020 teil, bei der sie die Bronzemedaille gewann. Sie steuerte sechs Treffer zum Erfolg bei. Mit Kroatien gewann sie die Silbermedaille bei den Mittelmeerspielen 2022. Wenige Monate später nahm Šimara erneut an der Europameisterschaft teil, bei der sie acht Treffer erzielte. Ein Jahr später belegte sie mit Kroatien bei der Weltmeisterschaft den 14. Platz. Šimara warf im Turnierverlauf 11 Tore.

### Beachhandball
Šimara nahm mit der kroatischen Jugend-Beachhandballnationalmannschaft an der U-18-Beachhandball-Europameisterschaft 2014 teil und belegte dort den fünften Platz. Im Turnierverlauf erzielte sie 18 Punkte. Ein Jahr später folgte der sechste Platz bei der U-19-Beachhandball-Europameisterschaft. Im Jahr 2017 belegte sie mit der kroatischen Beachhandball-Nationalmannschaft den neunten Platz bei den Europameisterschaften. Weiterhin lief sie im selben Jahr für die kroatische Beachhandballmannschaft ŽKRP Kontesa Nera bei der Women's European Beach Tour auf.